# Аргајл (Минесота)
Аргајл (енгл. Argyle) град је у америчкој савезној држави Минесота.

## Демографија
По попису из 2010. године број становника је 639, што је 17 (-2,6%) становника мање него 2000. године.
| Група             | 2000.       | 2010.       |
| Белци             | 616 (93,9%) | 615 (96,2%) |
| Афроамериканци    | 1 (0,2%)    | 0 (0,0%)    |
| Азијати           | 1 (0,2%)    | 0 (0,0%)    |
| Хиспаноамериканци | 30 (4,6%)   | 17 (2,7%)   |
| Укупно            | 656         | 639         |